# Pirámides de Mesoamérica

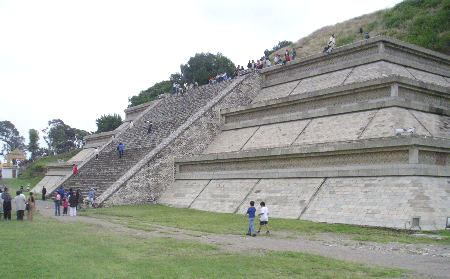
Típico basamento piramidal mesoamericano, la de Cholula.

Los basamentos piramidales de Mesoamérica son construcciones típicas de los centros ceremoniales mesoamericanos. Constaban de un cuerpo piramidal con un templo o conjunto de templos en su cima a las que se accedía por una empinada escalera, llamados Teocallis. Las pirámides eran decoradas con relieves y estuco pintado de diversos colores.

Para los pueblos mesoamericanos, el movimiento de los astros y particularmente del Sol era determinante para estructurar su imagen del universo, y con base en ella definían también la orientación de sus ciudades y templos principales. El Sol nace por el oriente y se eleva en el firmamento para después empezar a declinar hacia el poniente, es decir, la forma piramidal representada en un edificio se asemeja en cierta forma al movimiento de ascenso-descenso que realiza el astro.
Eduardo Matos

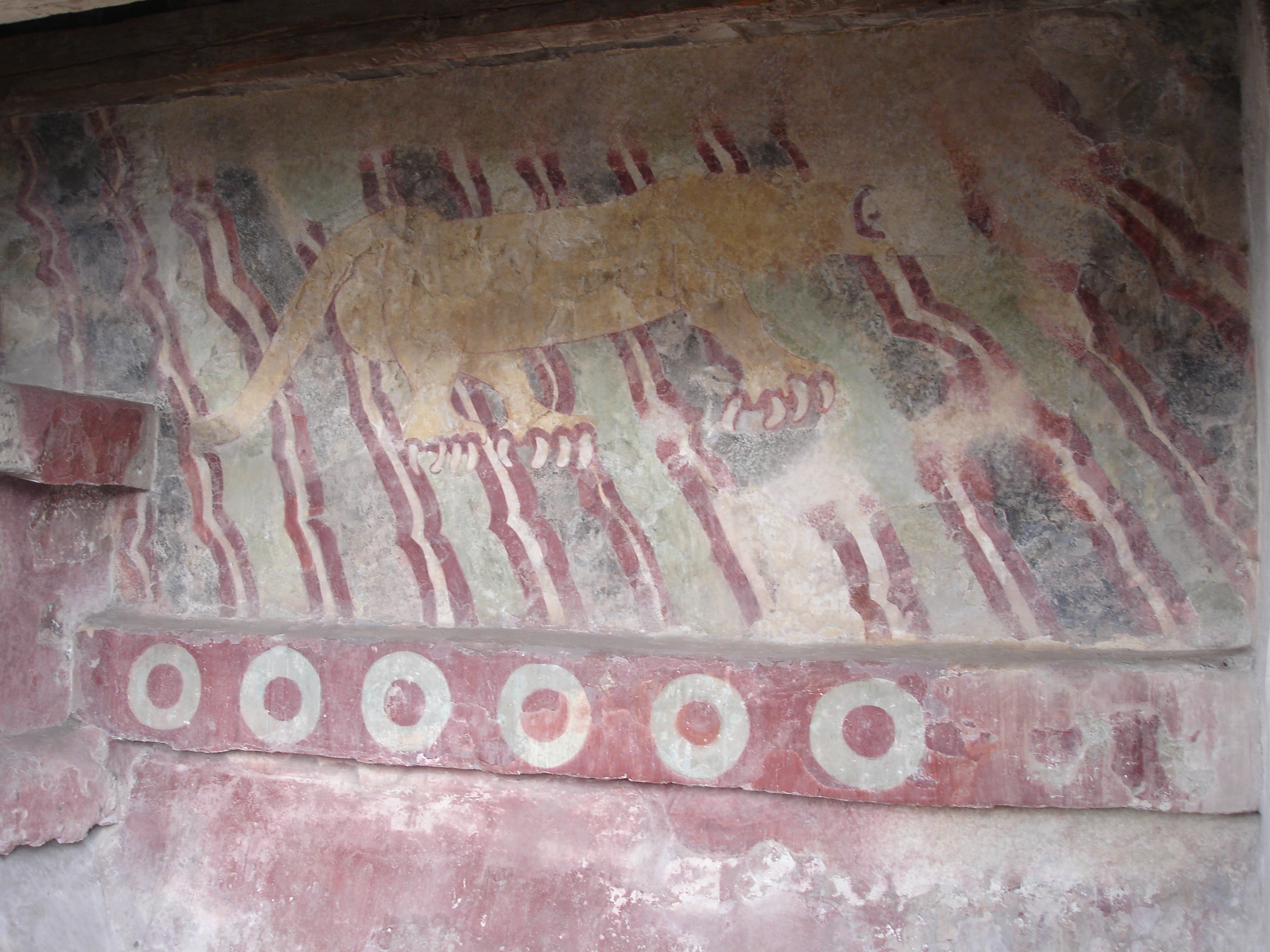
Mural Teotihuacano sobre la Calzada de los muertos.

Las primeras construcciones de este tipo aparecieron en la llamada zona nuclear olmeca. En esa región, muy cerca de la costa del Golfo de México, se localiza el sitio arqueológico de La Venta donde se encuentran los restos del basamento mesoamericano más antiguo conocido hasta hoy. Otro basamento muy antiguo es el de Cuicuilco (Distrito Federal), más o menos contemporáneo al de La Venta. Ninguno de estos tendrá la forma de paralelogramo que es tan característica de las famosas pirámides del Sol y de la Luna en Teotihuacán, o las de las ciudades mayas. El basamento de La Venta tiene una planta parecida a una estrella con las puntas redondeadas, y el de Cuicuilco es de planta circular.

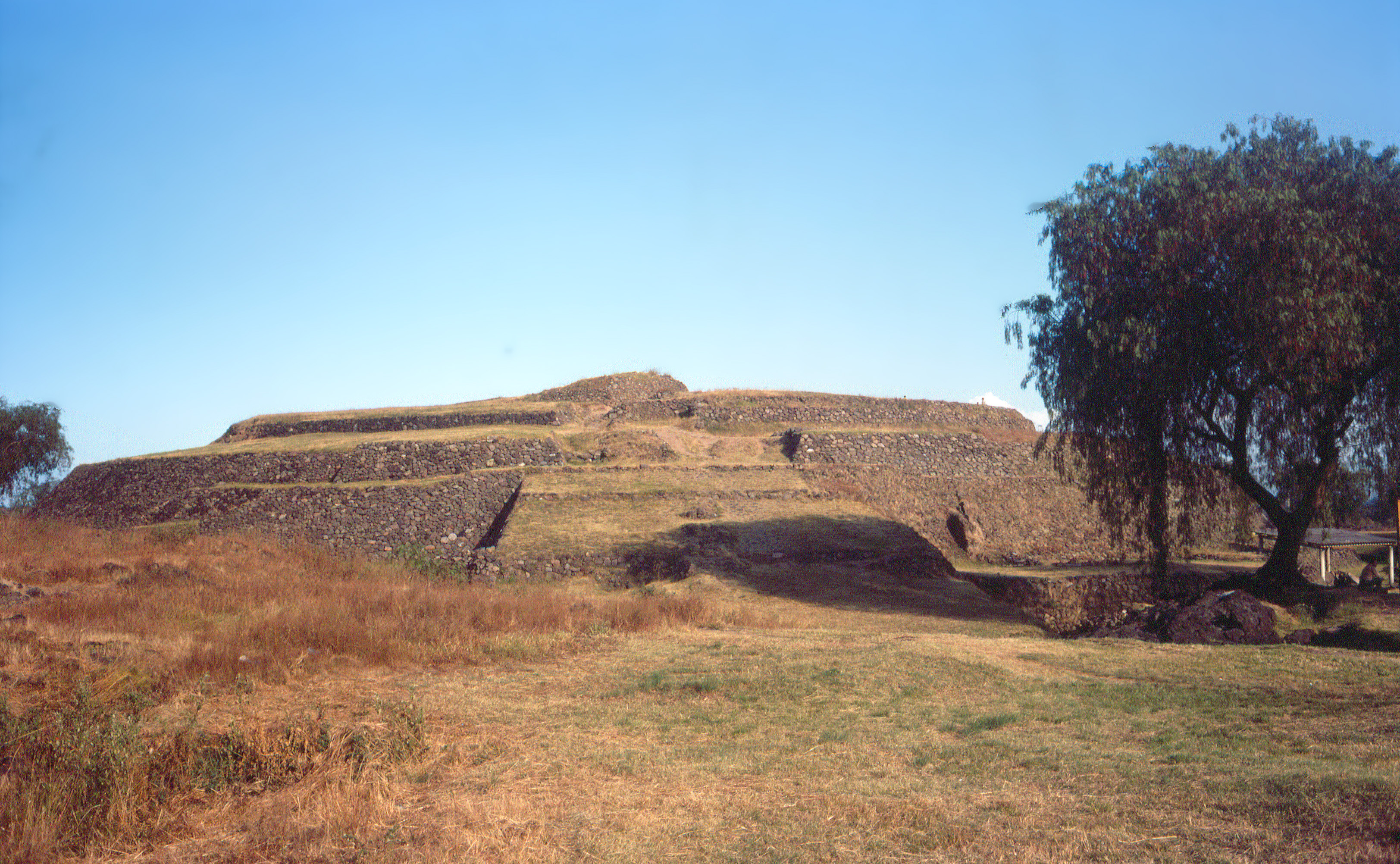
Cuicuilco.

Desde que las sociedades del México antiguo se volvieron sedentarias, los centros de culto de los grupos nómadas de cazadores-recolectores –situados en lugares que eran visitados periódicamente– se convirtieron en edificaciones permanentes ubicadas en el núcleo de los asentamientos, y en muchos sentidos se volvieron el centro de la vida misma. Es-tas construcciones, en el imaginario colectivo, se conocen como “pirámides”, denominación que también es de uso común entre los especialistas a pesar de que en un inicio tenía connotaciones que la asociaban con otros monumentos, como los de los egipcios, con los cuales no compartían en realidad ni la forma ni su vocación esencial: las pirámides de los egipcios eran mausoleos, las de México tenían como objetivo el culto público.